# Oratorio della Beata Vergine del Bosco
L'oratorio della Beata Vergine del Bosco è un edificio sacro presente a Camposanto ed appartenente alla sua parrocchia. La costruzione risale al XVIII secolo.

## Storia
Il piccolo edificio religioso evoca, nel nome, l'antico Bosco di San Felice che un tempo occupava vaste aree di questa parte di pianura.
L'oratorio risulta quasi isolato, lungo la strada che da Camposanto porta a Cavezzo, e nelle motivazioni che hanno portato alla sua costruzione c'è un fatto di sangue. Nel 1725 nelle vicinanze del luogo venne ucciso il vice fattore del bosco che un tempo apparteneva al duca. Un'immagine sacra che ritraeva la Madonna venne appesa ad un albero vicino e, nel giro di alcuni anni, si diffuse la convinzione che questa fosse miracolosa.
L'immagine originale venne poi portata e conservata nella pieve di Camposanto e sul luogo ne venne lasciata una sua copia.
Nel 1733 si decise di erigere sul sito un piccolo oratorio, ritenuto più adatto per onorare la Beata Vergine.
Nel 1880 la piccola cappella venne ricostruita perché nel frattempo la sua struttura aveva subito degrado.
Nel XX secolo, in due momenti successivi, venne prima ricostruito poi ampliato.
Dopo il terremoto dell'Emilia del 2012 l'oratorio risultò compromesso nella sua stabilità e fu necessario intervenire con la sua messa in sicurezza e col successivo restauro. I lavori sono stati ultimati circa quattro anni dopo, nel 2016.